# Lafayette Escadrille
Lafayette Escadrille is een Amerikaanse oorlogsfilm uit 1958 onder regie van William A. Wellman.

## Verhaal
Een eskader van Amerikaanse piloten sluit tijdens de Eerste Wereldoorlog in Frankrijk een pact om te vechten tegen de luchtstrijdkrachten van keizer Wilhelm II. Na het horen van enkele sterke verhalen besluit rijkeluiszoon Thad Walker zich aan te sluiten bij het eskader.

## Rolverdeling
| Acteur              | Personage            |
| ------------------- | -------------------- |
| Tab Hunter          | Thad Walker          |
| Etchika Choureau    | Renée Beaulieu       |
| Marcel Dalio        | Sergeant-instructeur |
| David Janssen       | Duke Sinclair        |
| Paul Fix            | Amerikaanse generaal |
| Veola Vonn          | Madam                |
| Will Hutchins       | Dave Putnam          |
| Clint Eastwood      | George Moseley       |
| Robert Hover        | Dave Judd            |
| Tom Laughlin        | Arthur Blumenthal    |
| Brett Halsey        | Frank Baylies        |
| Henry Nakamura      | Jimmy                |
| Maurice Marsac      | Sergeant Parris      |
| Raymond Bailey      | Amos J. Walker       |
| William Wellman jr. | Bill Wellman sr.     |